# Monoiodure de tellure
Le monoiodure de tellure, ou plus simplement iodure de tellure, est un composé chimique de formule TeI. Il se forme par réaction de l'iode I2 sur le tellure dans l'acide iodhydrique HI. Lorsque la réaction est conduite à plus de 270 °C, elle donne la forme α du TeI, qui est triclinique. Le même mélange chauffé à 150 °C donne la phase β, monoclinique et métastable.